# 小行星3686
小行星3686（3686 Antoku）是一颗绕太阳运转的小行星，为主小行星带小行星。该小行星于1987年3月3日发现，以安德天皇（Antoku）命名。

## 轨道参数
小行星3686的轨道半长轴为2.7376698 UA，离心率为0.150。